# 瓦西特围城战
瓦西特围城战是阿拔斯革命时期的一次围困战（公元749—750年）。

## 事件
战役一方是哈桑·伊本·瓜塔巴和曼苏尔率领的阿拔斯军队；一方是伍麦叶末代伊拉克总督Yazid ibn Umar ibn Hubayra在瓦西特的驻军。由于阿拔斯支持者的叛乱，亚兹德被迫放弃库费，撤往瓦西特。他在那里被围困了长达11个月，从749年8/9月到750年6/7月投降。围城战伴随着突围和进攻，但是仍然取得了进展，伍麦叶军队士气崩溃，以及Qays和也门部落之间的内部分歧开始显现。在伍麦叶哈里发马尔万二世在扎卜河战败以及阿拔斯占领了叙利亚的消息传到了瓦西特，骚乱爆发。亚兹德仍然坚持了数月，直到阿拔斯哈里发阿布·阿拔斯的赦免。
然而不久之后，在阿布·阿拔斯的命令下，亚兹德和军队的高级将领还是被处决了。